# Fiat 1300/1500
FIAT 1300/1500 (Milletrecento/Millecinquecento) – włoski samochód średniej klasy koncernu FIAT, produkowany w latach 1961–1967 przez zakłady w Turynie, w dwóch wersjach różniących się silnikiem: FIAT 1300 i FIAT 1500. W 1964 roku przeprowadzono facelifting modelu.

## Charakterystyka

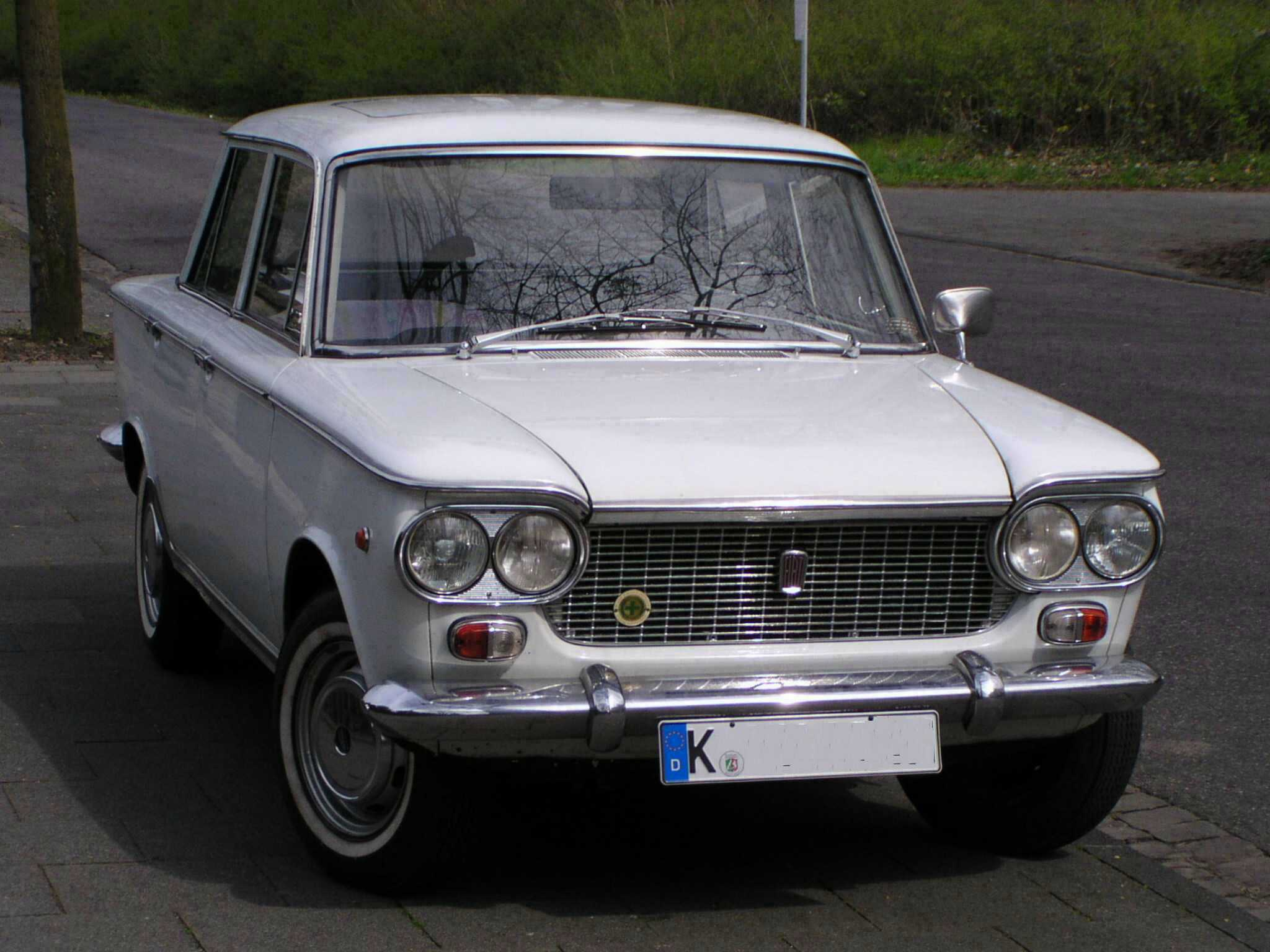
Fiat 1300

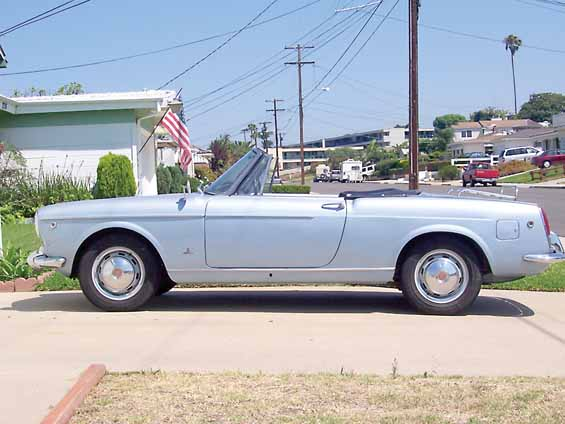
Fiat 1500 kabriolet z roku 1965

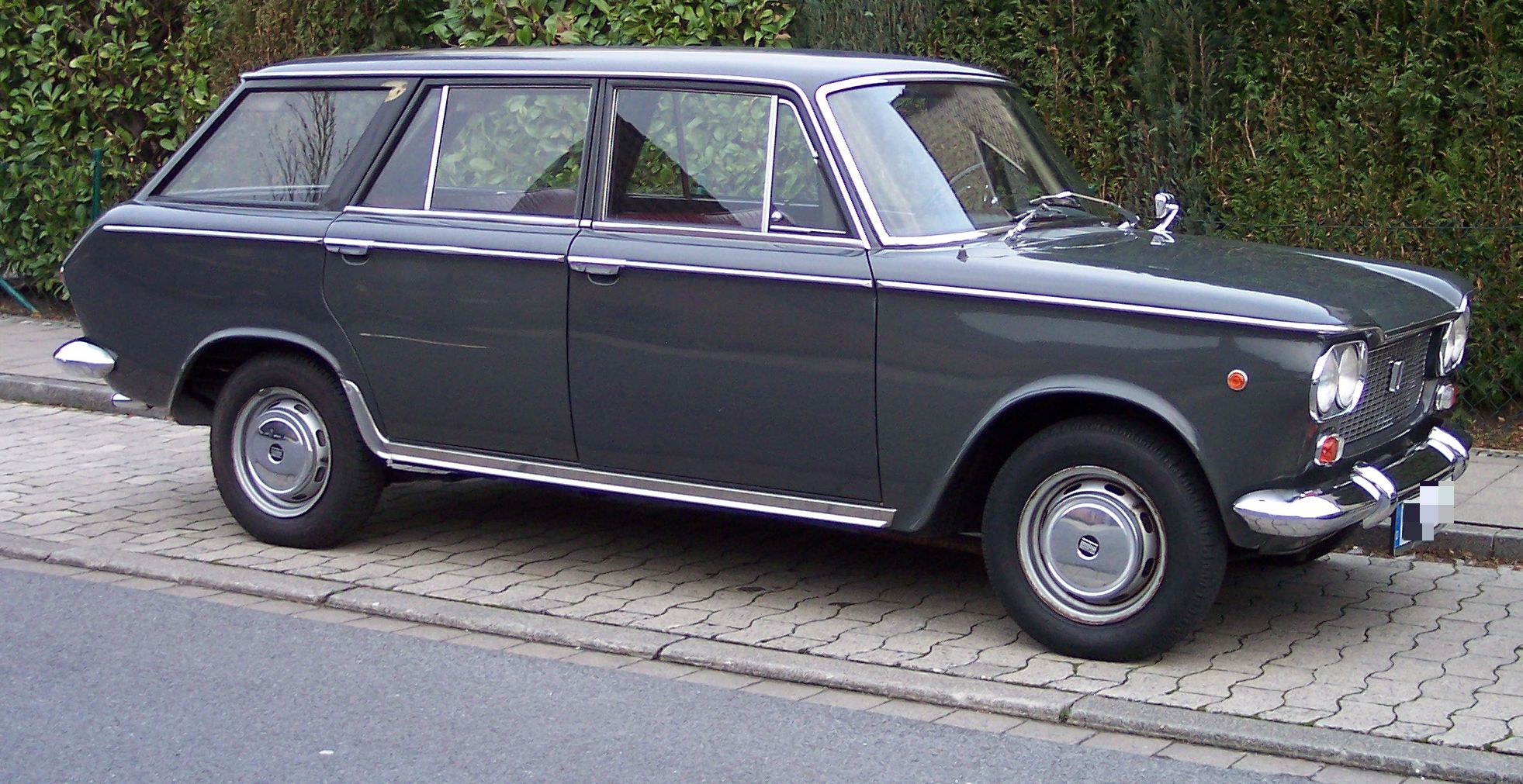
Fiat 1300 kombi

Nadwozie tego samochodu w maju 1961 roku odpowiadało ówczesnej najnowszej modzie samochodowej, tzn. pontonowy wygląd nadwozia z łukowymi poziomymi płaszczyznami błotników lekko uniesionymi nad maską silnika. Konstrukcja jest dość masywna. Silniki montowane w tym samochodzie stawiały go w rzędzie najszybszych, o największych osiągach (czas osiągnięcia prędkości od 0 do 80 km/h – 11,7 s) w samochodach tej klasy pojemnościowej w latach sześćdziesiątych. Konstruktorem silników był Aurelio Lampredi, który zajmował się wcześniej konstruowaniem silników do wyścigowych Ferrari. 
Fiat 1300/1500 jest konstrukcją o układzie klasycznym; 4-cylindrowy silnik umieszczony z przodu napędza za pomocą wału koła tylne. Oś tylna sztywna, zawieszona na półeliptycznych resorach piórowych. Oznaczenie samochodu 1300 lub 1500 określało zamontowany w nim rodzaj silnika, o pojemności odpowiednio 1295 cm³ lub 1481 cm³. W 1964 roku wprowadzono ponadto do produkcji odmianę modelu 1500 o rozstawie osi wydłużonym o 8 cm, do 2505 mm.
Blok cylindrów silnika jest odlany z żeliwa, a w skrzyni korbowej ułożony jest w trzech głównych łożyskach stalowych wał korbowy. Tłoki wykonane są ze stopu aluminium i mają wypukłe denka. Wałek rozrządu umieszczony jest w kadłubie silnika i za pomocą długich lasek popychaczy i dźwigienek zaworowych napędza on zawory umieszczone w układzie widlastym w aluminiowej głowicy. Dużą osobliwością tego silnika jest zastosowanie polisferycznych komór spalania. Napęd z wału korbowego do wałka rozrządu odbywa się za pomocą łańcucha rozrządu.
Zewnętrznie te dwa modele różnią się ze sobą drobnymi szczegółami:
- Fiat 1500 ma poziomą listwę dzielącą kratę wlotu powietrza, gumowe wkłady kłów zderzaków, większe tylne lampy zespolone i wlew do zbiornika paliwa z boku po lewej stronie[4],
- Fiat 1300 ma wlew paliwa w tylnej ścianie pod światłami[4].

Płytę podłogową FIAT-a 1500 z rozstawem osi 2505 mm wykorzystano następnie w nowym włoskim modelu samochodu Fiat 125. Z kolei silnik 1300 i 1500, sprzęgło, skrzynię biegów, wał napędowy, tylny most, zawieszenie przednie i tylne, koła, czyli cały układ napędowy i jezdny FIAT-a 1300/1500, wykorzystano w produkowanej w Polsce uproszczonej licencyjnej wersji FIAT-a 125, czyli Polskim Fiacie 125p. Oprócz tego przeniesiono także m.in. instalację elektryczną, niektóre elementy układów sterowania oraz wyposażenie wnętrza nadwozia. 

## Dane techniczne FIAT-a 1300 (różnice dla 1500)
- Nadwozie samonośne, 4-drzwiowe, 4-5-miejscowe, całkowicie metalowe
- Silnik 4-suwowy, 4-cylindrowy rzędowy, chłodzony cieczą umieszczony z przodu pojazdu, napędzający tylną oś
- Moc maksymalna – 44,1 kW / 60 KM przy 5200 obr./min (55,2 kW / 75 KM)
- Skrzynia przekładniowa 4-biegowa, całkowicie synchroniczna, sterowana dźwignią umieszczoną przy kolumnie kierownicy
- Hamulce ze wspomaganiem (servo), przednie tarczowe i tylne bębnowe (tylne → tarczowe z korektorem siły hamowania)
- Długość/szerokość/wysokość – 403 /154,5 /136,5 cm (od 1964  model 1500 ma długość 413 cm)
- Rozstaw osi – 242,5 cm (od 1964 model 1500 - 250,5 cm)
- Masa własna pojazdu – 960 kg
- Prędkość maksymalna – 140 km/h (155 km/h)
- Zużycie paliwa – 8,8 l/100 km (9,4 l/100 km) według normy włoskiej CUNA

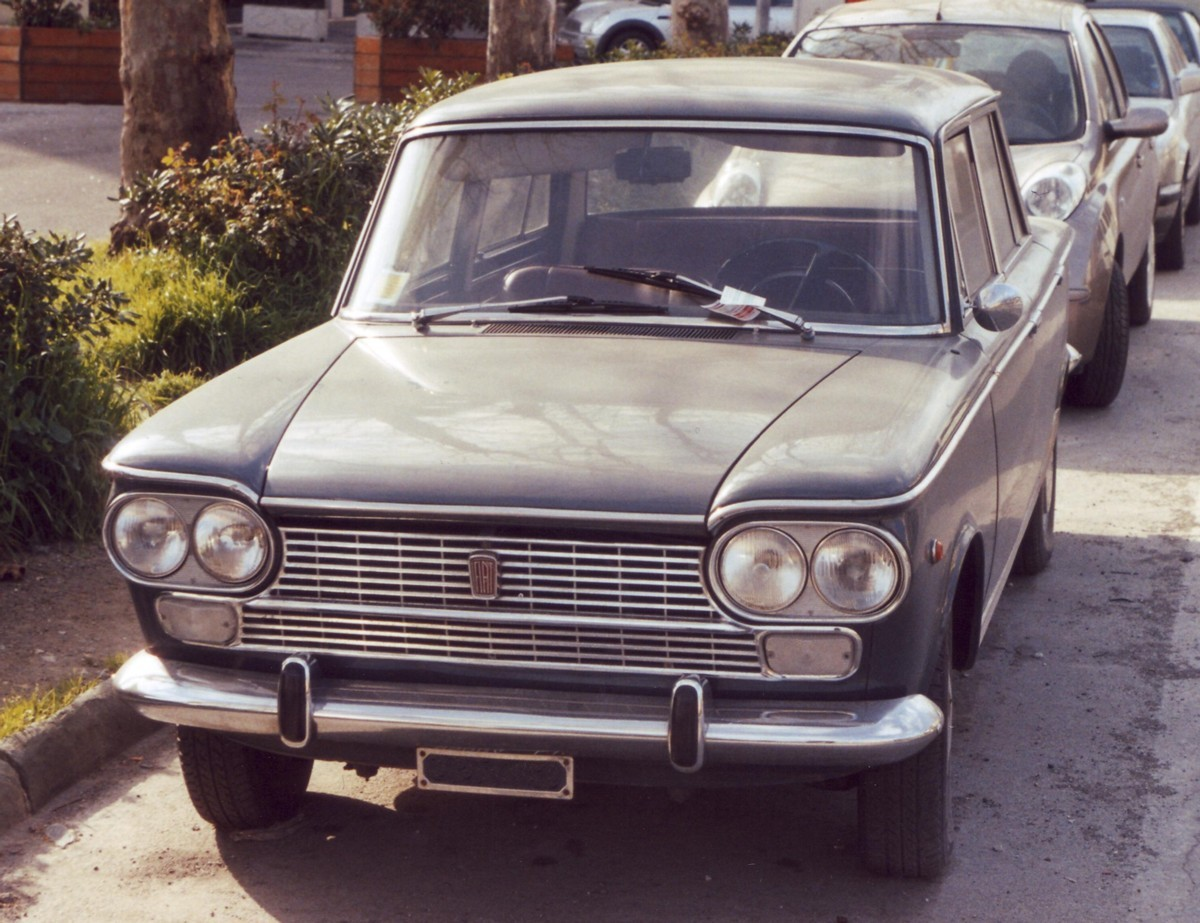
Fiat 1500 C
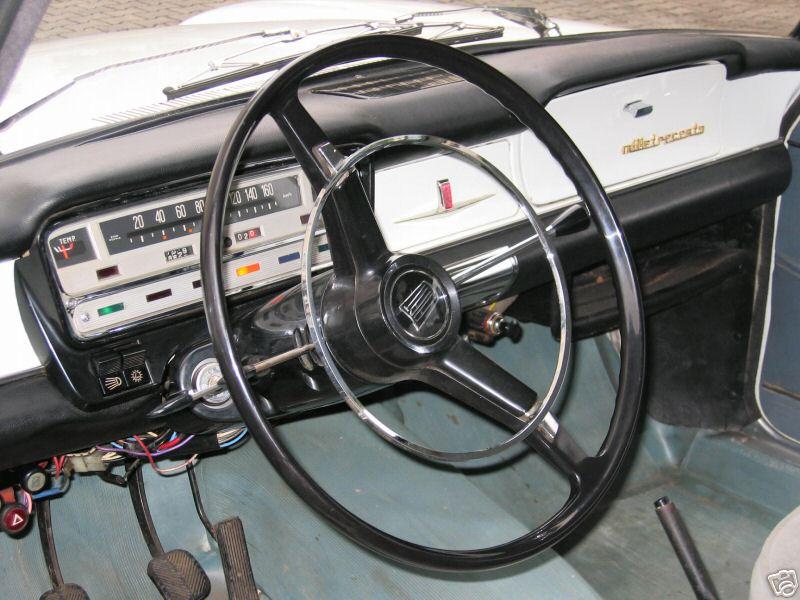
Fiat 1300
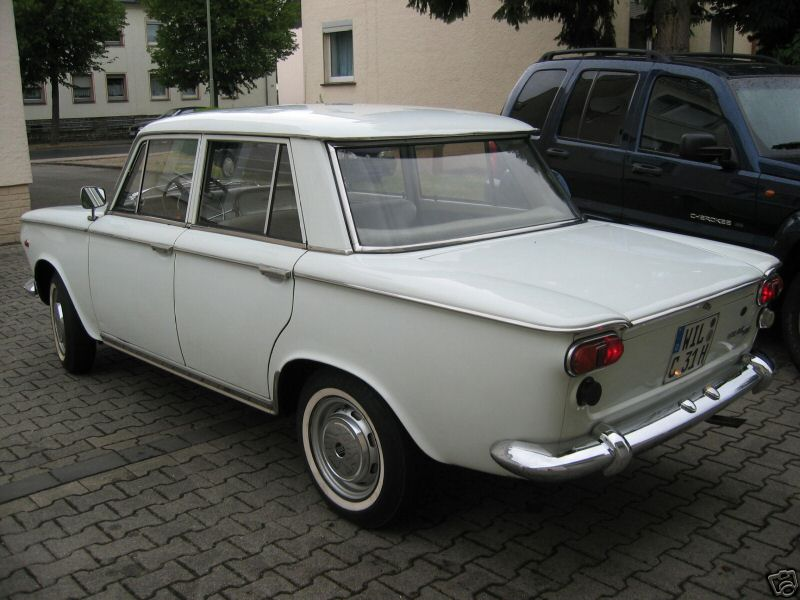
Fiat 1300
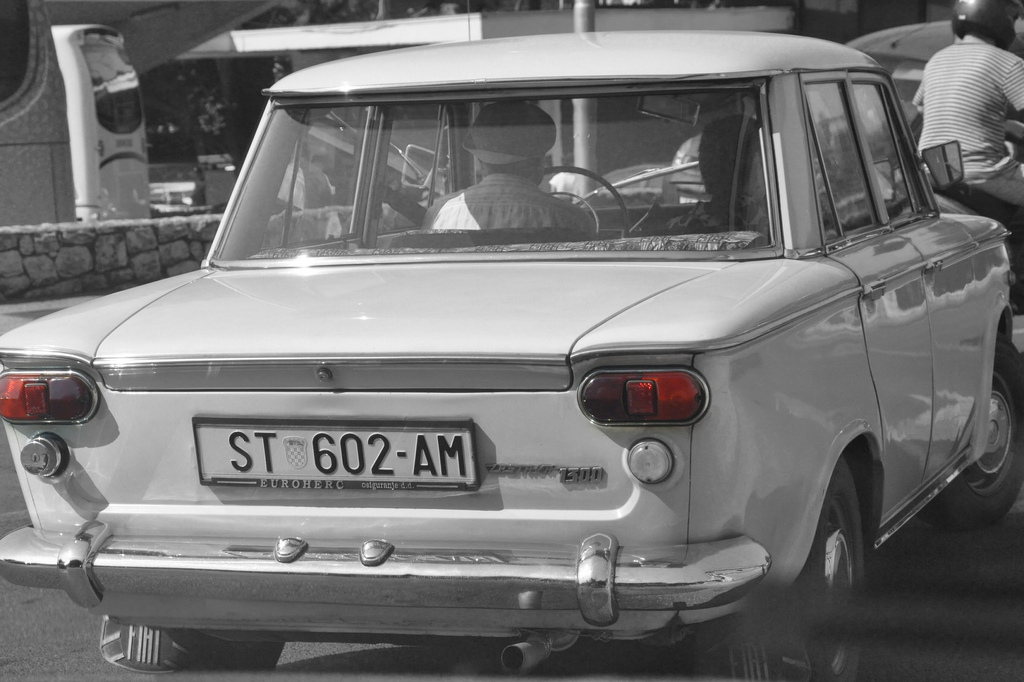
Zastava 1300 w Chorwacji